# Artropologia

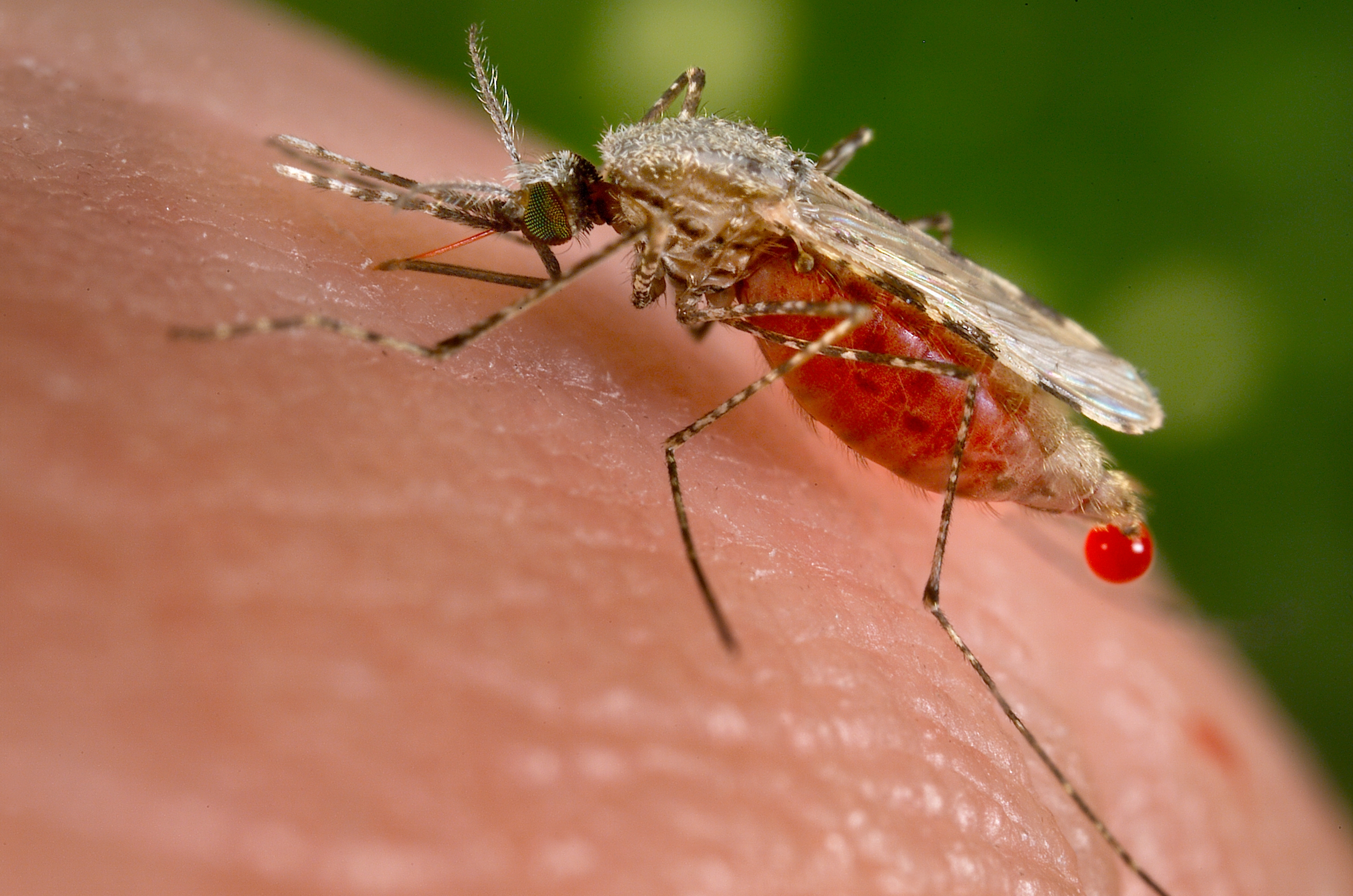
Anopheles stephensi

L'artropologia è una branca della zoologia che si occupa dello studio degli artropodi, ossia degli esseri viventi appartenenti al phylum Arthropoda, un phylum di animali invertebrati protostomi celomati che comprende circa i 5/6 delle specie finora classificate, quindi circa 2 milioni di specie.
L'artropologia associata alla parassitologia è un campo molto importante per la medicina, in particolare l'artropologia medica si occupa dello studio degli effetti derivanti dal parassitismo degli artropodi, considerando questi ultimi non solo come parassiti ma anche come vettori del parassita. La prima conferenza annuale di artropologia medica si è tenuta nel 2007 a Madurai, nello stato indiano del Tamil Nadu.
Il termine deriva dall'unione delle parole greche ἄρθρον - arthron, "giunzione", e πούς, gen.: ποδός - pous, podos, "piede", quindi, letteralmente, significa "piedi (zampe) congiunti".

## Branche
L'artropologia si divide a sua volta in quattro branche, una per ogni subphylum del phylum Arthropoda:
- Aracnologia - lo studio dei ragni e di altri aracnidi,
- Entomologia - lo studio degli insetti,
- Carcinologia - lo studio dei crostacei,
- Miriapologia - lo studio dei centopiedi, millepiedi e di altri miriapodi.

## Riviste
- Journal of Arthropodology